# Рафаел Богаертс
Рафаел Богаертс е белгийски баскетболист. Той е роден 16 август 1993 г. Той се състезава на летните олимпийски игри през 2020 г. Отборът му зае четвърто място.